# クイーンズランド州の地方公共団体

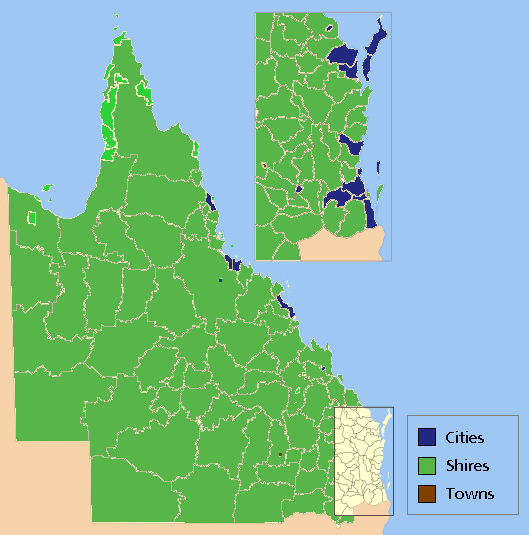
クイーンズランド州の地方公共団体は、City（紺）、Shire（緑）、Town（茶）で構成される。

クイーンズランド州の地方公共団体（Local government areas of Queensland）では、オーストラリア・クイーンズランド州の地方公共団体（Local government area）を取り扱う。
74の地方公共団体で構成される。

## 地方公共団体の一覧
| 日本語名                                       | 英語版リンク                     | 地域圏                               |
| ---------------------------------------------- | -------------------------------- | ------------------------------------ |
| シティ・オブ・ブリスベン                       | Brisbane, City of                | サウス・イースト・クイーンズランド   |
| ゴールドコースト・シティ                       | Gold Coast City                  | サウス・イースト・クイーンズランド   |
| シティ・オブ・イプスウィッチ                   | Ipswich, City of                 | サウス・イースト・クイーンズランド   |
| ロックヤー・ヴァレー・リージョン               | Lockyer Valley Region            | サウス・イースト・クイーンズランド   |
| ローガン・シティ                               | Logan City                       | サウス・イースト・クイーンズランド   |
| モレトン・ベイ・リージョン                     | Moreton Bay Region               | サウス・イースト・クイーンズランド   |
| レッドランド・シティ                           | Redland City                     | サウス・イースト・クイーンズランド   |
| シーニック・リム・リージョン                   | Scenic Rim Region                | サウス・イースト・クイーンズランド   |
| サマセット・リージョン                         | Somerset Region                  | サウス・イースト・クイーンズランド   |
| サンシャイン・コースト・リージョン             | Sunshine Coast Region            | サウス・イースト・クイーンズランド   |
| シャー・オブ・バナナ                           | Banana, Shire of                 | ワイド・ベイ-バーネット地方          |
| バンダバーグ・リージョン                       | Bundaberg Region                 | ワイド・ベイ-バーネット地方          |
| アボリジナル・シャー・オブ・シェアバーグ       | Cherbourg, Aboriginal Shire of   | ワイド・ベイ-バーネット地方          |
| フレーザー・コースト・リージョン               | Fraser Coast Region              | ワイド・ベイ-バーネット地方          |
| ギンピー・リージョン                           | Gympie Region                    | ワイド・ベイ-バーネット地方          |
| ノース・バーネット・リージョン                 | North Burnett Region             | ワイド・ベイ-バーネット地方          |
| サウス・バーネット・リージョン                 | South Burnett Region             | ワイド・ベイ-バーネット地方          |
| グーンディウィンディ・リージョン               | Goondiwindi Region               | ダーリン・ダウンズ地方               |
| サザン・ダウンズ・リージョン                   | Southern Downs Region            | ダーリン・ダウンズ地方               |
| トゥーウーンバ・リージョン                     | Toowoomba Region                 | ダーリン・ダウンズ地方               |
| ウエスタン・ダウンズ・リージョン               | Western Downs Region             | ダーリン・ダウンズ地方               |
| セントラル・ハイランズ・リージョン             | Central Highlands Region         | セントラル・クイーンズランド地方     |
| グラッドストーン・リージョン                   | Gladstone Region                 | セントラル・クイーンズランド地方     |
| アイザック・リージョン                         | Isaac Region                     | セントラル・クイーンズランド地方     |
| マッケイ・リージョン                           | Mackay Region                    | セントラル・クイーンズランド地方     |
| ロックハンブトン・リージョン                   | Rockhampton Region               | セントラル・クイーンズランド地方     |
| ウーラビンダ                                   | Woorabinda, Aboriginal Shire of  | セントラル・クイーンズランド地方     |
| シャー・オブ・バーデキン                       | Burdekin, Shire of               | ノース・クイーンズランド地方         |
| チャーターズ・タワーズ・リージョン             | Charters Towers Region           | ノース・クイーンズランド地方         |
| シャー・オブ・ヒンチンブルック                 | Hinchinbrook, Shire of           | ノース・クイーンズランド地方         |
| アボリジナル・シャー・オブ・パーム・アイランド | Palm Island, Aboriginal Shire of | ノース・クイーンズランド地方         |
| シティ・オブ・タウンズヴィル                   | Townsville, City of              | ノース・クイーンズランド地方         |
| ウィットサンデー・リージョン                   | Whitsunday Region                | ノース・クイーンズランド地方         |
| シャー・オブ・アウルクン                       | Aurukun, Shire of                | ファー・ノース・クイーンズランド地方 |
| ケアンズ・リージョン                           | Cairns Region                    | ファー・ノース・クイーンズランド地方 |
| シャー・オブ・クック                           | Cook, Shire of                   | ファー・ノース・クイーンズランド地方 |
| ホープヴァルズ                                 | Hopevale                         | ファー・ノース・クイーンズランド地方 |
| アボリジナル・シャー・オブ・コワニャマ         | Kowanyama, Aboriginal Shire of   | ファー・ノース・クイーンズランド地方 |
| ロックハート・リヴァー                         | Lockhart River                   | ファー・ノース・クイーンズランド地方 |
| マプーン・アボリジナル・シャー                 | Mapoon Aboriginal Shire          | ファー・ノース・クイーンズランド地方 |
| ナプラヌム・アボリジナル・シャー               | Napranum Aboriginal Shire        | ファー・ノース・クイーンズランド地方 |
| ノーザン・ペニンシュラ・エリア・リージョン     | Northern Peninsula Area Region   | ファー・ノース・クイーンズランド地方 |
| アボリジナル・シャー・オブ・ポルンプロー       | Pormpuraaw, Aboriginal Shire of  | ファー・ノース・クイーンズランド地方 |
| テーブルランズ・リージョン                     | Tablelands Region                | ファー・ノース・クイーンズランド地方 |
| シャー・オブ・トレス                           | Shire of Torres                  | ファー・ノース・クイーンズランド地方 |
| トーレス・ストレート・アイランド・リージョン   | Torres Strait Island Region      | ファー・ノース・クイーンズランド地方 |
| ワイパ                                         | Weipa                            | ファー・ノース・クイーンズランド地方 |
| ウジャル・ウジャル・アボリジナル・シャー       | Wujal Wujal Aboriginal Shire     | ファー・ノース・クイーンズランド地方 |
| アボリジナル・シャー・オブ・ヤラバー           | Yarrabah, Aboriginal Shire of    | ファー・ノース・クイーンズランド地方 |
| シャー・オブ・バーク                           | Burke, Shire of                  | 北西地方                             |
| シャー・オブ・カーペンタリア                   | Carpentaria, Shire of            | 北西地方                             |
| シャー・オブ・クロンカリー                     | Cloncurry, Shire of              | 北西地方                             |
| シャー・オブ・クロイドン                       | Croydon, Shire of                | 北西地方                             |
| アボリジナル・シャー・オブ・ドゥーマジー       | Doomadgee, Aboriginal Shire of   | 北西地方                             |
| シャー・オブ・エサリッジ                       | Etheridge, Shire of              | 北西地方                             |
| シャー・オブ・フリンダーズ                     | Flinders, Shire of               | 北西地方                             |
| シャー・オブ・マッキンレー                     | McKinlay, Shire of               | 北西地方                             |
| シャー・オブ・モーニングトン                   | Mornington, Shire of             | 北西地方                             |
| シティ・オブ・マウントアイザ                   | Mount Isa, City of               | 北西地方                             |
| シャー・オブ・リッチモンド                     | Richmond, Shire of               | 北西地方                             |
| バカルディーン・リージョン                     | Barcaldine Region                | 中西部地方                           |
| シャー・オブ・バークー                         | Barcoo, Shire of                 | 中西部地方                           |
| ブラッコール-タンボ・リージョン                | Blackall-Tambo Region            | 中西部地方                           |
| シャー・オブ・ブーリア                         | Boulia, Shire of                 | 中西部地方                           |
| シャー・オブ・ディアンマンティーナ             | Diamantina, Shire of             | 中西部地方                           |
| ロングリーチ・リージョン                       | Longreach Region                 | 中西部地方                           |
| シャー・オブ・ウィントン                       | Winton, Shire of                 | 中西部地方                           |
| シャー・オブ・バロンヌ                         | Balonne, Shire of                | 南西部地方                           |
| シャー・オブ・ブールー                         | Bulloo, Shire of                 | 南西部地方                           |
| マラノア・リージョン                           | Maranoa Region                   | 南西部地方                           |
| シャー・オブ・ムルウェー                       | Murweh, Shire of                 | 南西部地方                           |
| シャー・オブ・パルー                           | Paroo, Shire of                  | 南西部地方                           |
| シャー・オブ・クイルピー                       | Quilpie, Shire of                | 南西部地方                           |